# Johann Jakob Tanner (Stecher)
Johann Jakob Tanner, auch Johann Jakob Tanner der Jüngere (* 1807 in Herisau, Kanton Appenzell Ausserrhoden; † 1877 in Frankfurt am Main), war ein Schweizer Zeichner und Aquatinta-Stecher.

## Leben

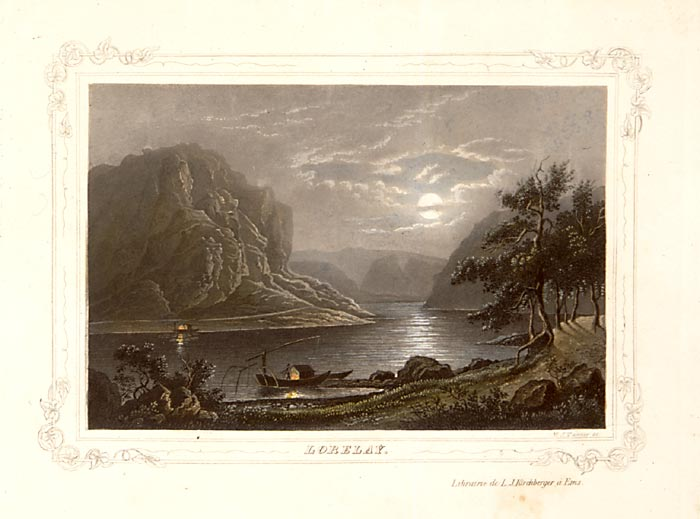
Loreley, Aquatinta-Radierung, nach 1853

Johann Jakob Tanner war Neffe des gleichnamigen Schweizer Porträt- und Genremalers Johann Jakob Tanner (1766–1822), weshalb ihm auch der Name Johann Jakob Tanner der Jüngere beigegeben wurde. Ein weiterer Onkel war der Schweizer Porträt- und Genremaler Rudolf Tanner (1781–1853).
Er wirkte bis Mitte der 1830er Jahre in der Schweiz, vor allem in St. Gallen und Bern, ehe er nach Deutschland ging. 1835 war er in Mainz greifbar, um 1838 in Darmstadt, um 1847 wieder in Mainz, um 1853 in Gießen, bis 1862 in Frankfurt am Main bzw. in Mainz.
Bekannt wurde er durch Aquatinta-Radierungen von romantischen Rheinansichten, die er in Mappenwerken veröffentlichte. In dieser aus England übernommenen Technik arbeitete er für deutsche Verlage in Darmstadt, Mainz, Mannheim, Gießen, Ems und Frankfurt am Main.